# Chemical Solution Deposition
Der englische Begriff chemical solution deposition (CSD,  dt. ‚chemische Abscheidung aus der Lösung‘, ‚chemische Lösungsabscheidung‘) bezeichnet eine Gruppe von (chemischen) Beschichtungsverfahren, bei denen ein Substrat zunächst mit einer Lösung benetzt und diese Schicht verfestigt wird. Dies umfasst ein breites Spektrum von Verfahren:
- Sol-Gel-Prozess;
- metallorganische Zersetzung (engl.‚ metal-organic decomposition, MOD, auch metal-organic deposition)
- Elektroplattieren (engl. electro-chemical deposition, ECD):
- stromloses Abscheiden (engl. electroless plating)

Anders als Verfahren der chemischen oder physikalischen Gasphasenabscheidung benötigen die Verfahren kein Vakuum und sind daher schneller und kostengünstiger.
Mit ihnen ist es möglich auch großflächige Substrate mit defektfreien Dünnschichten und guter Stöchiometrie zu beschichten.

## Verfahren zum Lösungsauftrag
Der Auftrag der Lösung auf das Substrat kann durch verschiedene Verfahren erfolgen, typisch sind die Rotations- und die Tauchbeschichtung sowie der Tintenstrahldruck.

### Rotationsbeschichtung

Rotationsbeschichtung

Bei der Rotationsbeschichtung (engl. spin coating, auch spin-on genannt) wird nach der Dosierung der Lösung mittig auf einer waagerechten Substratfläche das Substrat rotiert (wobei die Rotationsachse vertikal zur Fläche verläuft). Durch die Rotation wird die Lösung nach außen getrieben und es bildet sich ein dünner und gleichmäßiger Film auf dem Substrat.

### Tauchbeschichtung

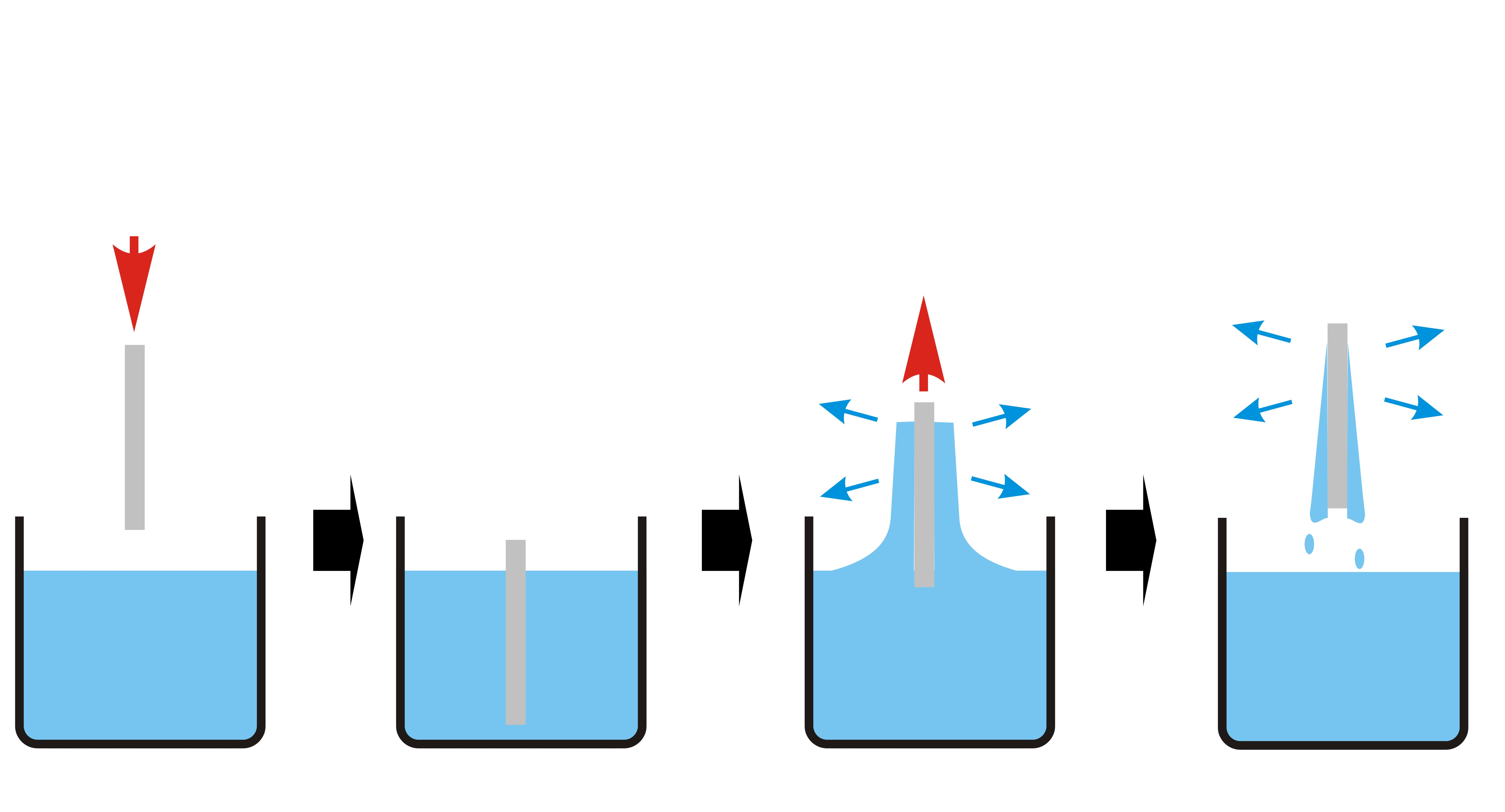
Tauchbeschichtung planarer Substrate

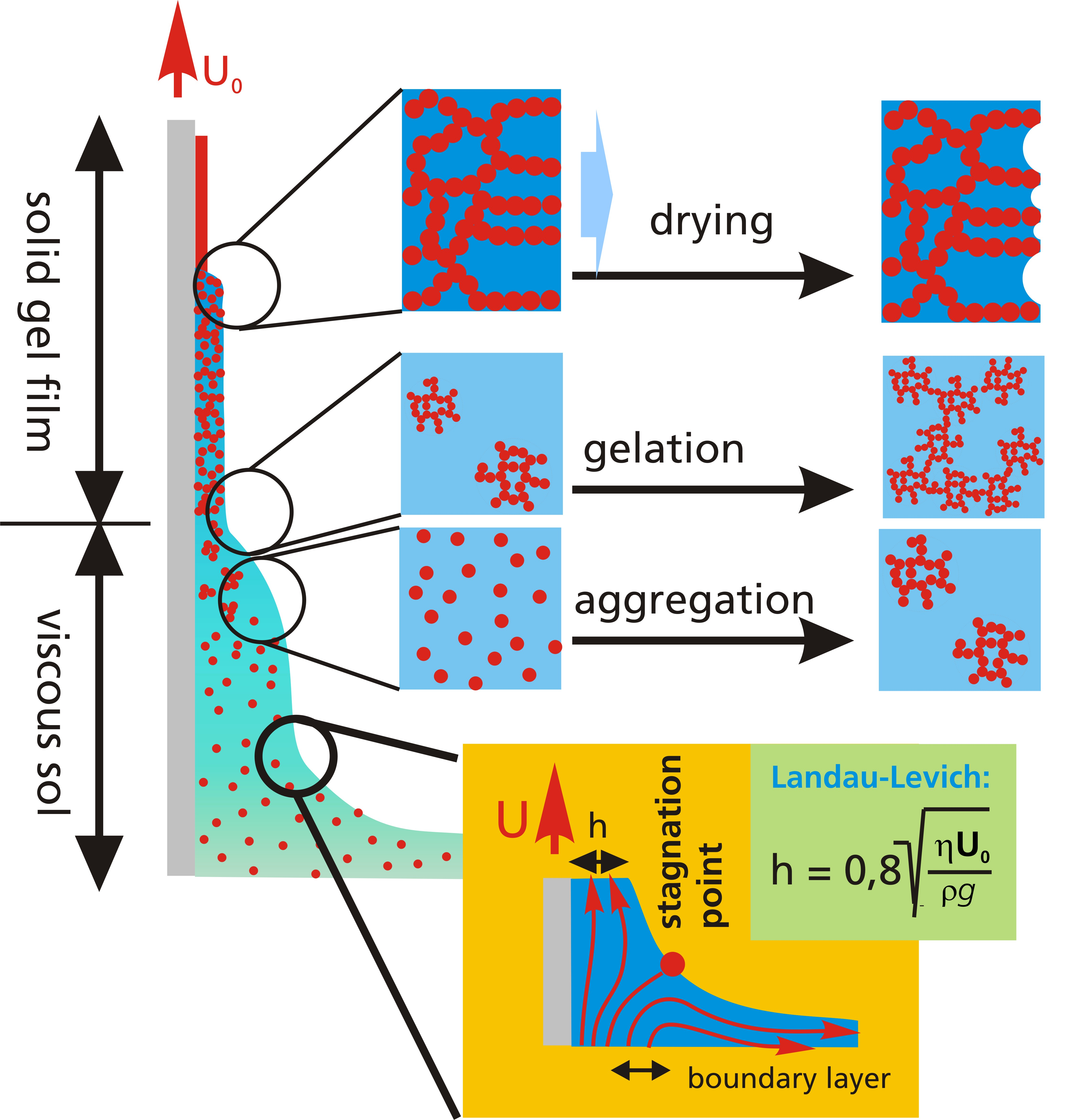
Darstellung der beim Tauchbeschichten an der Oberfläche auftretenden Vorgänge

Bei der Tauchbeschichtung (engl. dip coating) wird das Substrat in die Beschichtungslösung getaucht und wieder herausgezogen. Beim Herausziehen bleibt ein dünner Flüssigkeitsfilm auf dem Substrat zurück. Temperatur, Umgebungsdruck, Luftfeuchte und die Geschwindigkeit sowie Austauchwinkel, mit der das Substrat aus der Beschichtungslösung herausgezogen wird, sind ausschlaggebende Faktoren für die Schichtdicke und die Qualität der Beschichtung. Nachdem das Substrat beschichtet wurde, wird es in der Regel anschließend getrocknet und durch Pyrolyse (Umsetzung von Organik zu Anorganik) zu einer Keramik gebrannt. Hierbei werden bestimmte Kristallstrukturen gebildet, wie es beispielsweise in der Supraleiterproduktion erforderlich ist.

### Tintenstrahldruck
Beim  Tintenstrahldruck (engl. ink-jet printing) wird das Substrat nicht durch Eintauchen in die Lösung beschichtet, sondern durch einen speziellen Tintenstrahldrucker. Dieser besprüht das Substrat mit der Beschichtungslösung. Unter einfachen Bedingungen kommt man mit diesem Verfahren zu relativ guten Ergebnissen, doch im Vergleich zur Tauchbeschichtung ist es sehr kostenintensiv.
Tintenstrahldruck erlaubt allerdings Pixel-Grafik und -Schrift.